# Disteniinae
De Disteniinae vormen een onderfamilie van kevers uit de familie van de boktorren (Cerambycidae).

## Geslachten
De Disteniinae omvatten de volgende geslachten:
- Abauba Santos-Silva & Tavakilian, 2009
- Aiurasyma Martins & Galileo, 2001
- America Santos-Silva & Tavakilian, 2009
- Apharsatus Fairmaire, 1893
- Arietocometes Santos-Silva & Tavakilian, 2009
- Capnethinius Adlbauer, 2006
- Clytomelegena Pic, 1928
- Cometes Lepeletier & Audinet-Serville in Latreille, 1828
- Cupecuara Santos-Silva & Tavakilian, 2009
- Cyrtonops White, 1853
- Distenia Lepeletier & Audinet-Serville in Latreille, 1828
- Disteniazteca Santos-Silva & Hovore, 2007
- Dynamostes Pascoe, 1857
- Elytrimitatrix Santos-Silva & Hovore, 2007
- Heteropalpus Buquet, 1843
- Hovorestenia Santos-Silva, 2007
- Melegena Pascoe, 1869
- Micronoemia Aurivillius, 1922
- Myopsocometes Santos-Silva & Tavakilian, 2009
- Nericonia Pascoe, 1869
- Nethinius Fairmaire, 1889
- Noemia Pascoe, 1857
- Novantinoe Santos-Silva & Hovore, 2007
- Nupseranodes Adlbauer, 2006
- Oculipetilus Santos-Silva & Hovore, 2007
- Olemehlia Holzschuh, 2011
- Paracometes Villiers, 1958
- Phelocalocera Thomson, 1857
- Phelocalocerella Villiers, 1957
- Pseudocometes Villiers, 1958
- Saphanodes Hintz, 1913
- Tengius Matsushita, 1938
- Thaigena Holzschuh, 2011
- Typodryas Thomson, 1864
- Villiersicometes Santos-Silva, 2003